# Río Waihou

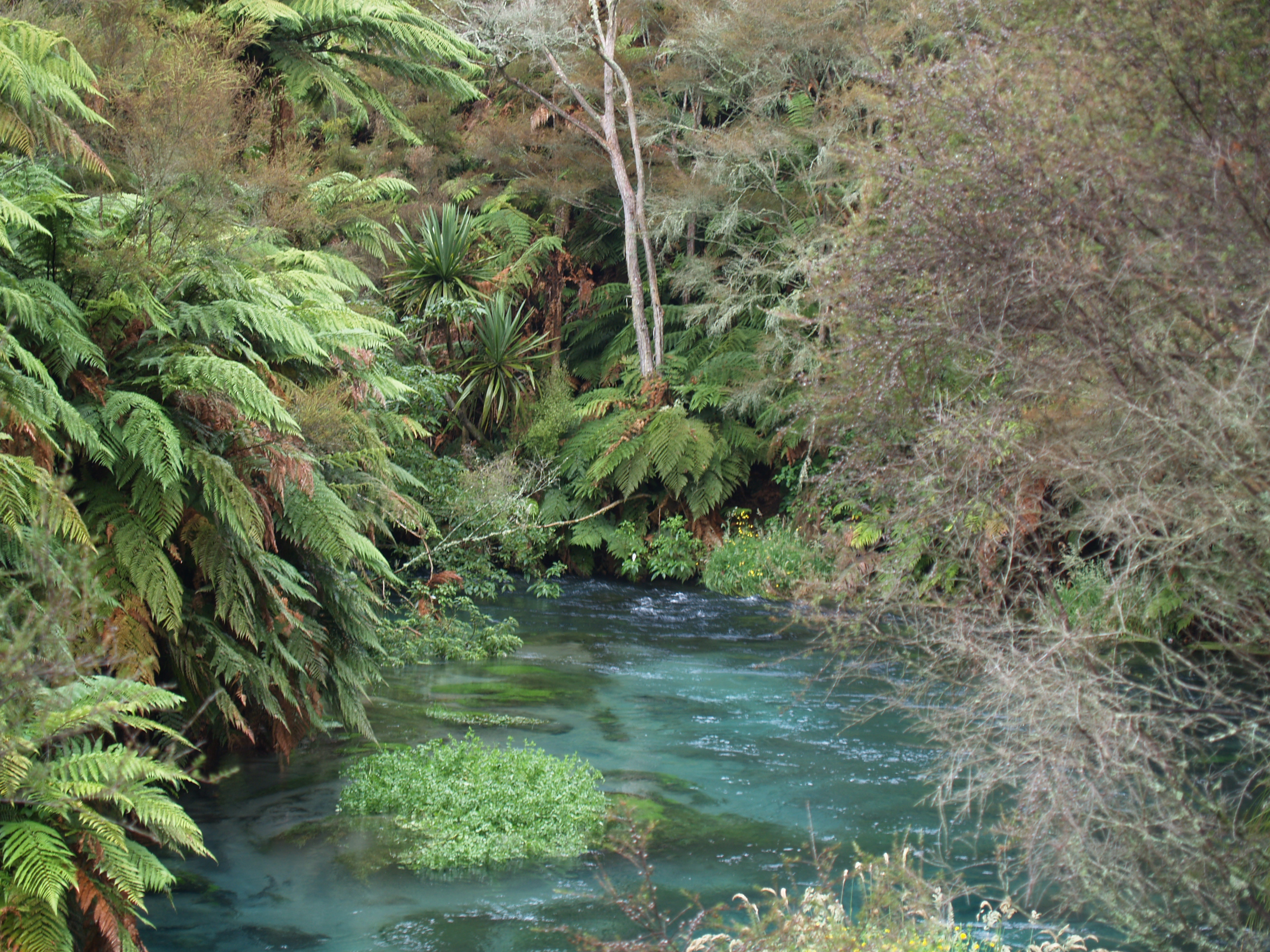
El río Waihou River a su paso por Putaruru.

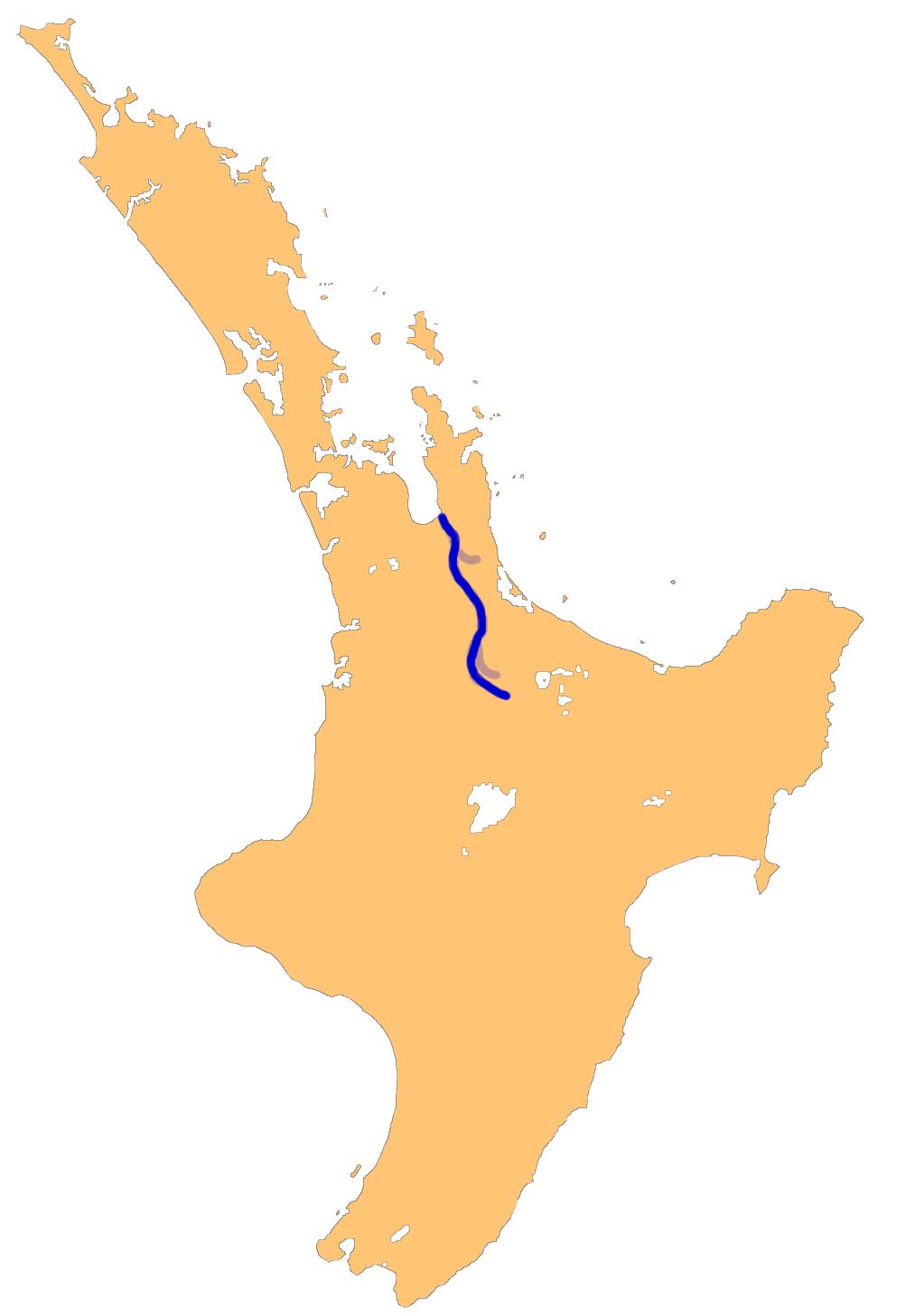
El sistema hídrico del Río Waihou.

El río Waihou se localiza en el norte de la Isla Norte de Nueva Zelanda.
Su nombre anterior, río Thames (Thames River), le fue conferido por el Capitán James Cook.

El río, con 150 kilómetros de longitud, fluye hacia el norte desde su nacimiento en la  Cordillera Mamaku pasando por las ciudades de Putaruru, Te Aroha, y Paeroa, antes de alcanzar la bahía conocida como Estuario de Thames en el límite sur del golfo de Hauraki junto a la ciudad de Thames. 
En su curso inferior, este río junto con el cercano río Piako forman la extensión de aluvión de las Llanuras Hauraki.
Antes de su desembocadura en el océano, la autopista estatal 25 cruza el río por medio del Puente Kopu. Este puente, de 463 m de longitud, es el más largo del país de una sola vía, y es el único puente giratorio que queda en Nueva Zelanda en una autopista estatal. El puente tiene la mala fama de ser responsable de las largas colas que se forman con los vehículos que viajan hacia o desde la península Coromandel.